# 世界盲人連合
世界盲人連合（英語：World Blind Union、略称：WBU）は、盲人の権利を守る目的で1984年に国際盲人連盟(International Federation of the Blind)と世界盲人福祉協議会(World Council for Welfare of the Blind)が提唱してサウジアラビアのリヤドでの設立総会で合併して設立された世界盲人運動団体である。4年ごとに役員改選が行われ、理事会が開催される。現在、約170カ国の全国盲人団体が加盟しており、アフリカ、アジア、アジア太平洋、ヨーロッパ、南アメリカ、北アメリカ・カリブ海に地域事務局が置かれている。
運動団体として世界各国で点字を使う盲人の権利を推進している。会議言語として英語の音声と英語の点字を使うこととなっている。
日本からは日本盲人福祉委員会が設立当初から加盟している。